# 노랑부리저어새

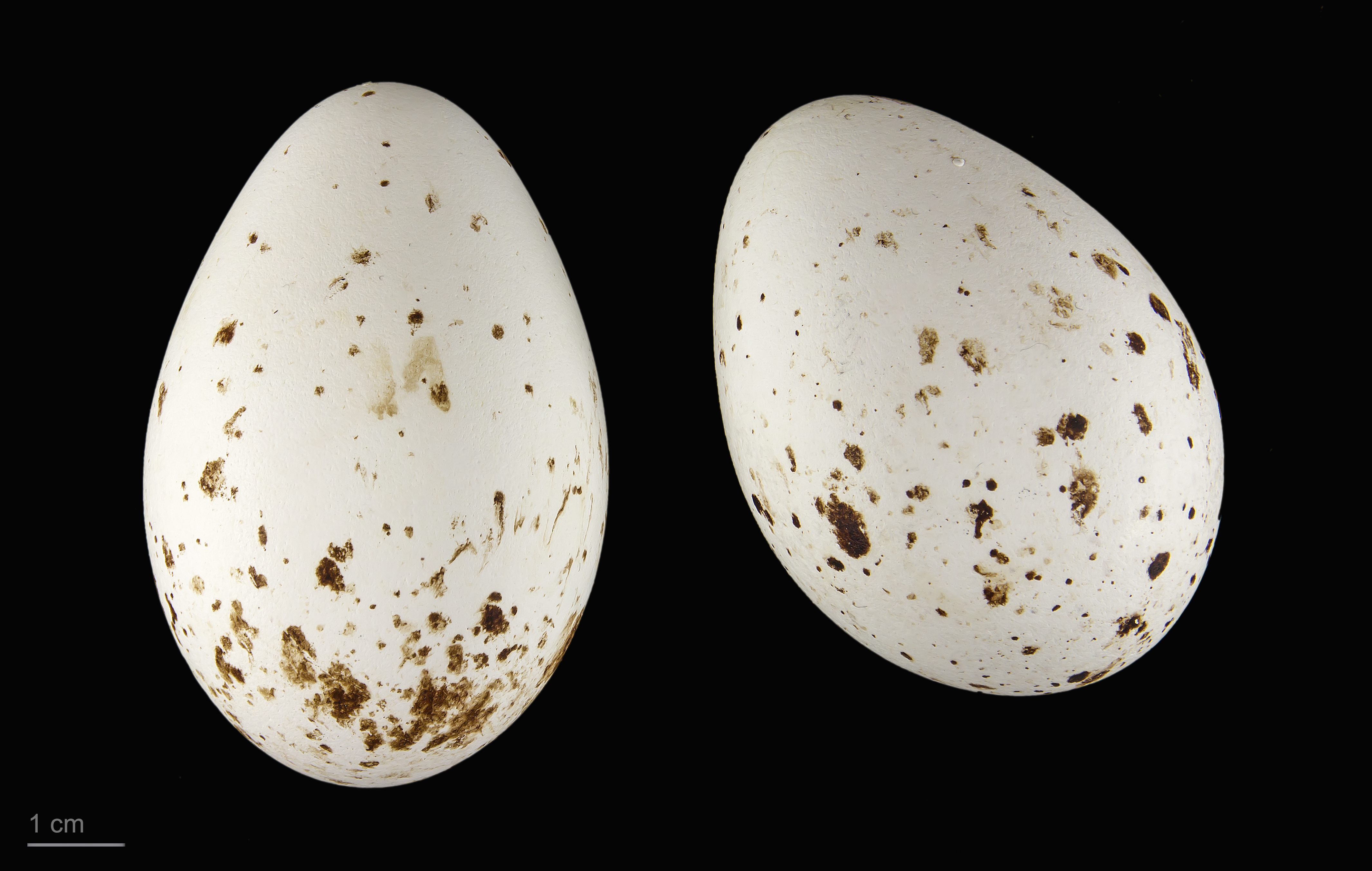
Platalea leucorodia

노랑부리저어새(Eurasian spoonbill, 학명: Platalea leucorodia)는 사다새목 저어새과에 속하는 새이다. 가리, 가리새, 만획조(漫畫鳥)로도 부른다.

## 생태
몸길이는 약 86cm이고 온몸이 순백색이며, 여름깃은 뒷머리에 노란색 장식깃이 있으며 목 아랫부분에 적갈색 테두리가 있다. 하지만 겨울에는 이 테두리와 장식깃이 없어진다. 밥주걱모양의 부리는 검은색으로 끝부분만 노란색이고 다리는 검은색이다. 늪, 호수, 탁 트인 평지의 물가, 강 하구 등 유속이 빠르지 않은 습지에 서식한다. 번식은 지역에 따라 갈대밭, 덤불, 맹그로브나 낙엽수림 위 등 다양한 곳에 둥지를 틀며 동종 또는 백로류나 가마우지류와 함께 집단으로 번식한다.
암컷은 3-5개의 알을 낳으며, 알은 흰색 바탕에 엷은 갈색 또는 적갈색 얼룩점이 흩어져 있다. 한국·일본·중국·인도·유럽·아프리카 등지에 분포하며, 대한민국에서는 저어새와 함께 천연기념물 제205호(저어새: 205-1호, 노랑부리저어새: 205-2호)로 지정하여 보호하고 있다. 또한 멸종위기 야생생물 Ⅱ급으로 지정되어 있다.

## 분포 및 서식지
이 종은 유럽, 아시아, 아프리카에서 널리 발견된다. 유럽에서는 서쪽의 영국과 포르투갈에서 북쪽에서 덴마크까지, 동쪽에서 발칸반도와 흑해까지 대륙을 통해 현지에서 번식한다. 아시아에서는 흑해에서 한반도에 이르기까지 대륙 중부 전역과 쿠웨이트, 이라크 남부, 이란 남부, 파키스탄 남부, 인도, 스리랑카에서 광범위한 띠를 그리며 번식한다.